# Nowa Wieś (Strzyżów)
Pour les articles homonymes, voir Nowa Wieś.
Nowa Wieś est une localité polonaise de la gmina de Czudec, située dans le powiat de Strzyżów en voïvodie des Basses-Carpates.